# Achéménès (satrape)
Pour les articles homonymes, voir Achéménès (homonymie).
 (mai 2016).
Si vous disposez d'ouvrages ou d'articles de référence ou si vous connaissez des sites web de qualité traitant du thème abordé ici, merci de compléter l'article en donnant les références utiles à sa vérifiabilité et en les liant à la section « Notes et références ».
Achéménès est un prince de la dynastie des Achéménides, fils de Darius Ier et demi-frère de Xerxès Ier. Vers -486/-484, il est nommé satrape d’Égypte, alors sous la domination perse : il réprime une révolte, probablement conduite par le prétendant égyptien Psammétique IV, qui avait coûté la vie à son prédécesseur Pherendates (en). Pendant la Seconde guerre médique, il commande la flotte perse lors de la désastreuse bataille de Salamine en -480. Il survit à la défaite et reprend ses fonctions en Égypte. Il est tué pendant la révolte d'Inaros vers -460/-459. Après la répression de la révolte par Mégabaze, celui-ci lui désigne Arsamès comme satrape.